# OWL Guide
Guide blev udviklet af Peter Brown ved University of Kent i 1982 til brug under UNIX.
I 1984 dannedes Office Workstations Ltd. (OWL) med henblik på kommerciel udvikling af Guide og i september 1986 blev Guide et af verdens første almindeligt tilgængelige hypertekstsystem. Denne version til brug på Apple Macintosh-maskiner blev fulgt af en Microsoft Windows udgave i 1987.
Efter udsendelsen af verison 2.0 blev OWL International Ltd købt af Matsuhita Electric Industrial Corporation og fra 1992 skete udviklingen hos InfoAccess Inc.
Guide understøttede både PCX og TIFF grafik, video og videodiske.
Guide betragtes på linje med FrameMaker som et dokumentbaseret system med fokus på redigering af et enkelt dokument, i modsætning til kortbaserede systemer som f.eks. Hypercard og Toolbook eller de windowsbaserede systemer som f.eks. SmarText, Intermedia og Knowledge Pro.